# Центральна сила
Сила F, яка діє на точку P, називається центральною з центром в точці O, якщо в увесь час руху вона діє вздовж лінії, яка з’єднує точки O і P.

## Основні властивості
- Якщо матеріальна точка здійснює рух під дією центральної сили з центром O, то момент кількості руху точки зберігається, а вона сама здійснює рух у площині,  яка перпендикулярна вектору моменту кількості руху відносно точки O і, яка проходить через цю точку O.

- Якщо система матеріальних точок здійснює рух під дією центральних сил із загальним центром O, то момент кількості руху системи зберігається.

- Якщо центральна сила, яка діє на точку P, залежить лише від її відстані {\displaystyle |\mathbf {r} |} до центру O, то така центральна сила потенціальна: існує функція U, яка зветься потенціалом, така, що

{\displaystyle \mathbf {F} (\mathbf {r} )=-\mathbf {\nabla } U(|\mathbf {r} |)}

## Приклади центральних сил
- Центральна сила ньютонівського тяжіння (величина сили F(r) пропорційна 1/r2)
- Сила Кулона (величина сили F(r) пропорційна 1/r2)
- Сила Гука (величина сили F(r) пропорційна r)